# Fishers (Indiana)
Fishers é uma cidade  localizada no estado americano de Indiana, no Condado de Hamilton.

## Demografia
Segundo o censo americano de 2020, a sua população era de 98977 habitantes.

## Geografia
De acordo com o United States Census Bureau tem uma área de
56,4 km², dos quais 56,2 km² cobertos por terra e 0,2 km² cobertos por água. Fishers localiza-se a aproximadamente 226 m acima do nível do mar.

## Localidades na vizinhança
O diagrama seguinte representa as localidades num raio de 16 km ao redor de Fishers.